# Kathleen Harrison
Kathleen Harrison, född 23 februari 1892 i Blackburn, Lancashire, England, död 7 december 1995 i Merton, London, England, var en brittisk skådespelare. Hon filmdebuterade 1915, men började på allvar medverka i film 1931. Harrison blev sedan flitigt anlitad som birollsskådespelare i brittisk film fram till 1960-talet. På 1960-talet gjorde hon huvudrollen som Alice Thursday i TV-serien Mrs. Thursday.

## Filmografi, urval
- 1937 – När mörkret faller
- 1940 – Komplott!
- 1941 – Major Barbara
- 1942 – Havet är vårt öde
- 1946 – Nattens melodi
- 1947 – Frestelsens hamn
- 1948 – Fallet Winslow
- 1948 – Oliver Twist
- 1951 – Andarnas natt
- 1951 – Det mörka rummet
- 1952 – Pickwickklubben
- 1952 – Vårt lilla hus
- 1953 – Kvinnor på glid